# Róża Maria Goździewska
Róża Maria Goździewska (także Różyczka Goździewska; ur. 31 marca 1936, zm. 29 października 1989) – znana jako najmłodsza sanitariuszka w powstaniu warszawskim.

## Życiorys
Jej ojciec został zabity przez Gestapo w 1943. Rok później, 1 sierpnia, w Warszawie wybuchło powstanie. W walkach po stronie polskich powstańców wzięło udział wielu dzieci-żołnierzy. Goździewska, wówczas ośmioletnia, pomagała w szpitalu polowym przy ul. Moniuszki 11. Ten szpital polowy był powiązany z oddziałem Kompanii „Koszta” Armii Krajowej.
Zdjęcie Goździewskiej w opasce Czerwonego Krzyża zostało wykonane na początku sierpnia 1944 przez Eugeniusza Lokajskiego, pseud. "Broka", powstańca i fotografa AK, który zginął miesiąc później. Powstanie zostało ostatecznie stłumione przez Niemców 2 października. Goździewska i jej siostra przeżyły wojnę. Następnie Goździewska ukończyła Politechnikę Śląską, a w 1958 wyemigrowała do Francji, gdzie wyszła za mąż i urodziła dwoje dzieci. Zmarła 29 października 1989 roku.

## Upamiętnienie
Na początku XXI wieku jej zdjęcie zyskało uznanie dzięki wykorzystaniu w różnych materiałach wydawanych przez Muzeum Powstania Warszawskiego. Jej zdjęcie zostało pokolorowane w dekadzie 2010, a pod koniec tej dekady już było określane jako „dobrze znane”, a nawet jako "jedno z najsłynniejszych zdjęć z Powstania Warszawskiego".